# 前田庸生
前田 庸生（前田 庸生、まえだ つねお、Maeda Tsuneo，1946年12月2日—），日本北海道的帶廣市出身。是日本男性動畫的導演和動畫師。主要擔任動畫電影和電視動畫導演、技術總監。現在是日本京都精華大學的動畫教授
前田庸生在1965年畢業於北海道帶廣市的三條高中。1994年在日本北海道札幌市創立CG數位動畫製作有限公司SATELIGHT

## 主要作品
- まんがこども文庫（導演）

- まんが日本昔ばなし 桃太郎（導演）

- 走れ！白いオオカミ（動畫導演）

- 青春野球部Nine （動畫導演）

- 青春野球部Nine２ -戀人宣言- （動畫導演）

- 青春野球部Nine 完結篇 （動畫導演）

- TOUCH 鄰家女孩 （動畫導演）

- 銀河鐵道之夜 （動畫導演）

- TOUCH 鄰家女孩 沒有背號的王牌投手 （動畫導演）

- TOUCH 鄰家女孩 2 再見的禮物 （動畫導演）

- TOUCH 鄰家女孩 3 在你離開之後 （動畫導演）

- 紫式部 源氏物語 （動畫導演）

- 奇羅奴普的狐狸 （監修）

- 街頭霸王II電影 （電腦動畫）

- 機械女神J（技術總監）

- PERFECT BLUE （CGI項目 [與八巻磐、大常昌文共同]）

- 大都會 （CG技術總監）

- 吸血鬼獵人D （CG技術總監）

- 超時空要塞Zero （撮影監督）

- 翡翠森林狼與羊 （動畫導演）

- 皇家國教騎士團OVA （2・3 技術顧問）

- 卜多力的一生 （動畫導演）

- １１ぴきのねこ（動畫導演）
- 太陽の黙示録（CG導演）
- 淘氣小圓圓 喵喵三丁目（導演）
- 永遠的三丁目的夕陽（總導演）
- 權狐（導演）
- よなよなペンギン（動畫導演）
- 秀逗魔導士 PREMIUM（攝影）
- シニカル・ヒステリー・アワー　第２話へんしん！（動畫導演）
- シニカル・ヒステリー・アワー　第３話夜は楽し（動畫導演）
- シニカル・ヒステリー・アワー　第４話うたかたのうた（動畫導演）
- ジェレミーの木（動畫導演）
- ノエルの不思議な冒険（導演）
- 象のいない動物園（導演）

## 相關標題
- Blu-ray 銀河鐵道之夜
- Blu-ray 卜多力的一生 初回限定版
- TOUCH 鄰家女孩 TV系列 Blu-ray BOX1
- 「アニメ師」宣伝ボランティア on Twitter: "アニメーション監督である ...